# Baldur’s Gate: Dark Alliance
Baldur’s Gate: Dark Alliance — компьютерная игра в жанрах action/RPG и hack and slash, разработанная Snowblind Studios и выпущенная Black Isle Studios в 2001 году для приставки PlayStation 2. Позже была портирована на Xbox, GameCube и Game Boy Advance. В 2021 году был выпущен порт игры в разрешении 4K для Xbox One, PlayStation 4, PlayStation 5, Xbox Series X/S и Nintendo Switch. В декабре того же года был выпущен порт для Windows и macOS. В апреле 2023 года был выпущен порт на Android и iOS.
Геймплей основан на правилах Dungeons & Dragons 3-й редакции, изданной в 2000 году, и более ориентирован на сражения в реальном времени. В отношении сюжета к оригинальному Baldur's Gate консольный Dark Alliance отношения практически не имеет, связывают игры только общий мир Forgotten Realms и город Врата Бальдура на Побережье Мечей.
Версии для всех четырёх платформ удостоились положительных отзывов прессы, в то время как оригинальная версия для PlayStation 2 Академией интерактивных искусств и наук была признана лучшей ролевой игрой года.
Сиквел, Baldur's Gate: Dark Alliance II, вышел в 2004 году для PlayStation 2 и Xbox. Находилась в разработке и третья часть, но в связи с закрытием Black Isle Studios и из-за возникших проблем с авторскими правами этому проекту так и не суждено было состояться.

## Игровой процесс
Консольные версии Dark Alliance представляют собой смешение жанров action/RPG и hack and slash, выполнены в трёхмерной графике с видом сверху и вращающейся камерой, наклонённой на три четверти.
Вначале игрок выбирает персонажа определённого класса из трёх доступных вариантов: дворф-боец Кромлех, человек-лучник Ван или эльфийка-колдунья Адрианна. У каждого героя свой набор характеристик (сила, интеллект, мудрость, ловкость, телосложение, харизма), навыков и магических заклинаний. В зависимости от выбранного персонажа геймплей разительно меняется, предлагая игроку разные стили ведения боя: обладающий высокими силой и здоровьем Кромлех хорошо подходит для боя на ближней дистанции, использующий лук и стрелы Ван атакует врагов издалека, тогда как колдунья Адрианна в сражении опирается на магию, заклинания огня, льда и молнии, может обрушить на противника метеоритный дождь. В ходе прохождения выбранный персонаж зарабатывает очки опыта, растёт уровнем, что приводит к повышению его персональных характеристик и появлению новых способностей. Для усиления своего персонажа игрок также может использовать различные оружие, доспехи и предметы.
Игровой процесс протекает линейно, для дальнейшего продвижения необходимо в строгой последовательности выполнять основные сюжетные задания. Присутствуют и необязательные квесты, но каждый такой квест должен быть принят и выполнен во время одного определённого акта. На локациях время от времени встречаются неигровые персонажи, с которыми герой может взаимодействовать для получения новых заданий. HUD-интерфейс отображает на экране шкалы жизней, маны и набранного опыта, есть возможность отображения мини-карты.
Помимо одиночного режима в Dark Alliance предусмотрен кооперативный режим для игры вдвоём. Оба персонажа при этом отображаются на одном экране — введено ограничение на то, как далеко один персонаж может отходить от другого. В кооперативе добивший врага игрок получает 60 % опыта, в то время как его напарнику дают 40 %, однако выпавшее с врага золото полностью достаётся тому, кто его подобрал.
Игра предлагает четыре уровня сложности: «Лёгкий», «Нормальный», «Сложный» и «Экстремальный». Последний уровень открывается только после полного прохождения игры и завершения специальной локации The Gauntlet, где в качестве игрового персонажа выступает Дриззт До’Урден. Прохождение экстремального режима добавляет Дриззта в качестве доступного персонажа основной истории.
Портативная версия для Game Boy Advance в плане геймплея несколько отличается от оригинальных версий. Здесь игрок лишён возможности выбрать себе персонажа, присутствует только персонаж-человек мужского пола, но для него всё же можно выбрать класс: боец, колдун или лучник (после полного прохождения игры открывается ещё один класс «эльфийский лучник»). Если в оригинале была возможность загружать своего персонажа для последующих прохождений, то тут такая функция отсутствует — каждый раз игрок вынужден начинать с базовым персонажем. В портативной версии нет кооперативного режима, но город является более интерактивным, присутствует возможность разговаривать со многими NPC, заходить в дома, взаимодействовать с предметами окружения. Город разделён на Север и Юг, при этом южный район в начале игры недоступен. Введены некоторые дополнительные сайд-квесты. Персонаж не может прыгать. Из геймплея исключены зелья, позволяющие возвращаться из подземелья в город и обратно. Присутствует возможность в любое время сохранить игру через меню паузы, внутриигровые точки сохранения встречаются значительно реже, преимущественно перед боссами актов.

## Сюжет
События игры разворачиваются на Побережье Мечей и в Западных Землях континента Фэйрун во вселенной Forgotten Realms. Сюжет поделён на три акта, и каждый акт проходит в отдельном регионе: Врата Бальдура, Горы Заката, Болото Шелимбер.
В начале повествования главные герои Ван, Адрианна и Кромлех прибывают в город Врата Бальдура, где сразу же подвергаются нападению группы воров под предводительством Карна (озвучивает Майкл Белл). Им грозит смертельная опасность, но ситуацию разрешает пришедшая на помощь городская стража, которая отправляет странников в местную таверну. Здесь барменша Эйлит Элендара (Дженнифер Хейл) помогает им разжиться деньгами, предложив работу — зачистить подвал таверны от крыс. Спустившись в подвал, персонажи обнаруживают, что банда воров использует расположенные под землёй канализационные пути для свободного перемещения по городу. Один из работников таверны Итон следует за ворами в канализацию и пропадает, герои по просьбе Эйлит соглашаются разыскать его. Во время спасения Итона отряд оказывается в расположенных поблизости криптах, где укрылся один из преступников. На пути им встречается жрец Илматера Файед (Кам Кларк) с просьбой остановить «Шар нежити», наполнивший подземелье скелетами и зомби. Герои уничтожают шар и выясняют, что за его активацией стоит группа воров известная как Гильдия Ксантама. Итон знакомит персонажей с Джереком (Джон Рис-Дэвис), членом борющейся со злом организации «Арфисты». Впечатлённый их навыками, он предлагает им присоединиться к своей организации и заняться ликвидацией Гильдии Ксантама. Герои соглашаются, и Джерек показывает им вход в логово гильдии в канализации. Преодолев череду ловушек и препятствий, отряд встречает Карна и убивает его, после чего направляется к лидеру гильдии, бехолдеру Ксантаму (Тони Джей). Тот сообщает, что гильдия на самом деле является лишь малой частью чего-то большего. Одержав победу над чудовищем, герои по просьбе Джерека следуют в охранявшийся Ксантамом портал.
Портал переносит персонажей в Горы Заката, они попадают в небольшую шахтёрскую деревню дворфов, которая находится в состоянии войны с тёмными эльфами дроу. Разожжённый на вершине горы сигнальный огонь позволяет призвать на помощь дворфов из соседних кланов, затем события переносятся в шахты, где происходят множественные сражения с агрессорами-эльфами. Сразив жрицу дроу, герои спасают дворфского арфиста, который сообщает им о существовании ещё одного портала в горах. Также, по его сведениям, враги собираются использовать порталы, чтобы атаковать Врата Бальдура изнутри. Портал находится под защитой дракона Сираксиса, партия побеждает его и проходит внутрь.
В Болоте Шелимбер героев приветствует Слейвас (Кевин Майкл Ричардсон), представитель местного племени людоящеров. Он рассказывает им об Ониксовой башне и о скрывающейся там Элдрит Изменнице (Ванесса Маршалл), которая поклялась отомстить Вратам Бальдура. Также он сообщает, что члены его племени, возглавляемые ящером Сесстом, находятся на службе у Элдрит. Троица следует через болота, разбивая армию ящеров и побеждая самого Сесста. Далее Слейвас отводит их в Ониксовую башню, попасть куда можно только через стихийный план воды. Внутри герои преодолевают полчища солдатов и на предпоследнем этаже встречают призрака Келедона (Дуайт Шультц), бывшего сослуживца Элдрит. Тот объясняет, что Элдрит в прошлом верой и правдой служила Вратам Бальдура, в сражениях с Чёрной ордой получила репутацию величайшего генерала. Однажды во время обороны города она в нарушение приказа стала преследовать отступавшие войска Орды, но не рассчитала силы и оказалась со своим отрядом зажатой в ущелье. Военачальница отправила в город просьбу о подкреплениях, но помощь так и не пришла, и её армия в итоге была разгромлена. Оставшимися войсками Элдрит в ярости атаковала Врата Бальдура, но и здесь потерпела поражение. Городские солдаты преследовали её до Болота Шелибер и здесь убили, тем не менее, её ярость была настолько высока, что Элдрит каким-то образом вернулась к жизни и захватила Ониксовую башню, где получила доступ к порталам. Ища возмездия, всё это время она планировала масштабное нападение на Врата Бальдура, вступив в тёмный альянс с гильдией Ксантама, эльфами дроу и племенем Сесста. По словам Келедона, победа над Элдрит приведёт к разрушению Башни и освобождению всех томящихся здесь призраков, при этом герои скорее всего не смогут выбраться отсюда живыми. Несмотря на предупреждение, персонажи всё же поднимаются на вершину и побеждают антагонистку — та перед смертью раскаивается в своих поступках и просит прощения. Башня начинает рушиться, и герои в отчаянии заходят в расположенный здесь портал, не зная куда он их приведёт.
После разрушения Ониксовой башни раскрываются истинные намерения Слейваса: он коварно использовал героев для ликвидации Элдрит по приказу своего таинственного хозяина. Ящер докладывает хозяину, что герои погибли в башне, и Элдрит больше не мешает реализации намеченных планов. В то же время троица персонажей оказывается в неизвестном лесу и тут же подвергается нападению неких тёмных существ. На этом клиффхэнгере игра заканчивается.

## Разработка
Впервые о разработке Dark Alliance стало известно в ноябре 2000 года, когда представители Interplay Entertainment сообщили порталу IGN, что порт оригинальной Baldur's Gate для приставки Dreamcast был отменён, и в производство запущена новая игра для PlayStation 2, основанная на Baldur's Gate II: Shadows of Amn. Информации о новом проекте было мало, сообщалось только, что разработчики оригинала BioWare в производстве не участвуют, игра отдана на разработку компании Snowblind Studios. Официальный анонс Baldur’s Gate: Dark Alliance состоялся в феврале 2001 года. Представитель Black Isle Studios, директор производственного отдела Фергюс Уркхарт, сообщил о больших надеждах, возлагаемых на игру, а также о том, что их проект придётся по вкусу и консольным игрокам, и любителям РПГ. Директор Snowblind Райан Гейтман добавил, что игра разрабатывается с нуля, чтобы максимально раскрыть все возможности PlayStation 2. Позже в апреле руководство Interplay пообещало немедленно начать создание сиквела, если первая часть окажется успешной.
Первый показ игры состоялся на выставке E3 в мае 2001 года. Присутствовавший там обозреватель IGN написал о ней крайне положительный отзыв, отметив высочайшее качество графики и выразив мнение, что скоро Dark Alliance станет одной из самых желанных игр среди всех владельцев PlayStation 2.
В разработке использовался новый движок Dark Alliance Engine, созданный специально для этой игры и впоследствии использовавшийся для нескольких других игр PS2, таких как Fallout: Brotherhood of Steel и The Bard’s Tale. Движок позволяет максимально реализовывать более совершенный по сравнению с предыдущими платформами графический процессор PS2, позволяет привнести в игру динамическое освещение, отображение теней в реальном времени, трёхмерные модели персонажей и окружения.
В ноябре издатель заявил, что игра почти готова и скоро будет выпущена. Релиз состоялся 4 декабря в Северной Америке и 14 декабря в Европе.

### Портирование
На волне успеха версии для PlayStation 2 в мае 2002 года компания Interplay объявила о создании порта для Xbox, который разрабатывается сотрудниками Snowblind. Позже в том же месяце было выпущено демо, в то время как сам релиз состоялся 22 октября.
В сентябре 2002 года была анонсирована версия для GameCube от студии High Voltage Software, игра вышла 20 ноября.
Наконец, в феврале 2004 года компанией DSI Games была издана версия для портативной платформы Game Boy Advance. Созданием порта занималась команда Magic Pockets.
Руководство Interplay также рассматривало и возможность портирования игры на IBM PC-совместимый компьютер, Фергюс Уркхарт и Дэвид Перри связались с польской командой разработчиков CD Projekt, которая как раз была известна своей работой в области игр для ПК. Руководителем проекта назначили Себастьяна Зелиньского, который ранее уже сотрудничал с Interplay как с издателем своей игры Mortyr, тогда как в качестве ведущего дизайнера наняли Адама Боровского, ранее занимавшегося раскадровкой художественных фильмов. Инструментарий для разработки был отправлен из Лондона в Польшу, и работа над портом началась. Тем не менее, буквально сразу же Interplay сообщила об отмене разработки.
17 декабря 2021 года вышла версия Baldur’s Gate: Dark Alliance для персонального компьютера.

## Отзывы и продажи
| Сводный рейтинг                        | Сводный рейтинг                      | Сводный рейтинг                      | Сводный рейтинг                      | Сводный рейтинг                      |
| Издание                                | Оценка                               | Оценка                               | Оценка                               | Оценка                               |
| Издание                                | GBA                                  | GC                                   | PS2                                  | Xbox                                 |
| -------------------------------------- | ------------------------------------ | ------------------------------------ | ------------------------------------ | ------------------------------------ |
| GameRankings                           | 71,37 %                              | 77,96 %                              | 84,43 %                              | 82,83 %                              |
| Metacritic                             | 76/100                               | 79/100                               | 87/100                               | 83/100                               |
| Иноязычные издания                     |                                      |                                      |                                      |                                      |
| Издание                                | Оценка                               | Оценка                               | Оценка                               | Оценка                               |
| Издание                                | GBA                                  | GC                                   | PS2                                  | Xbox                                 |
| GameSpot                               | 8/10                                 | 7,6/10                               | 8,8/10                               | 8,5/10                               |
| GameSpy                                | N/A                                  | [ 49 ]                               | N/A                                  | [ 50 ]                               |
| IGN                                    | 8/10                                 | 7,5/10                               | 9,4/10                               | 8,5/10                               |
| Nintendo Power                         | 4/5                                  | 4,2/5                                | N/A                                  | N/A                                  |
| OPM                                    | N/A                                  | N/A                                  | [ 55 ]                               | N/A                                  |
| OXM                                    | N/A                                  | N/A                                  | N/A                                  | 8,8/10                               |
| Русскоязычные издания                  |                                      |                                      |                                      |                                      |
| Издание                                | Оценка                               | Оценка                               | Оценка                               | Оценка                               |
| Издание                                | GBA                                  | GC                                   | PS2                                  | Xbox                                 |
| «Страна игр»                           | N/A                                  | N/A                                  | 7,5/10                               | N/A                                  |
| Награды                                |                                      |                                      |                                      |                                      |
| Издание                                | Награда                              | Награда                              | Награда                              | Награда                              |
| Academy of Interactive Arts & Sciences | Role-Playing Game of the Year (2001) | Role-Playing Game of the Year (2001) | Role-Playing Game of the Year (2001) | Role-Playing Game of the Year (2001) |

Baldur’s Gate: Dark Alliance была тепло встречена критиками на всех четырёх платформах. Metacritic на основании анализа 29 рецензий дал версии для PlayStation 2 оценку в 87 балов из 100, версия для Xbox получила 83 балла на основе 25 рецензий, версия для GameCube — 79 баллов на основе 10 рецензий, версия для Game Boy Advance — 76 баллов на основе 17 рецензий.
Игра имела и коммерческий успех, для стационарных консолей было продано более миллиона копий. В 2001 году удостоилась награды Академии интерактивных искусств и наук, победив в номинации «Лучшая ролевая игра» — обошла здесь такого маститого фаворита как Final Fantasy X. Портал IGN в своём списке ста лучших игр для PlayStation 2 поместил Dark Alliance на 66 место.